# Ceropegia mohanramii
Ceropegia mohanramii là một loài thực vật có hoa trong họ La bố ma. Loài này được S.R.Yadav, M.N.Gavade & Sardesai mô tả khoa học đầu tiên năm 2006.